# Bernard Hopkins
Bernard Anthony Hopkins (Baltimore, Maryland, Estats Units, 13 de gener de 1973) és un exjugador professional de basquetbol de doble nacionalitat nord-americana i espanyola. Té 1,97 metres d'altura i jugava en la posició d'ala-pivot.

## Clubs
- 1992-1994 Hagerstown Junior College.
- 1994-1996 Virginia Commonwealth University.
- 1996-1997 Yakima Sun Kings.
- 1997-1998 Gran Canaria.
- 1998-2003 Pamesa València.
- 2003-2005 Unelco Tenerife.
- 2005-2007 CB Valladolid.
- 2007-2010 Bruesa GBC.
- 2010-2012 Obradoiro CAB.

## Palmarés
- 1998-99. Subcampió de la Copa del Rei amb el Pamesa València.
- 1998-99. Subcampió de la Copa Saporta amb el Pamesa València.
- 2001-02. Subcampió de la Copa Saporta amb el Pamesa València.
- 2002-03. Campió de la Copa ULEB amb el Pamesa València.
- 2002-03. Subcampió de la Lliga ACB amb el Pamesa València.
- 2007-08. Ascens a la Lliga ACB amb el Bruesa GBC.
- 2010-11. Ascens a la Lliga ACB amb l'Obradoiro CAB.
- 2010-11. Campió de la Copa del Príncep amb l'Obradoiro CAB.
- 2010-11. Campió de la Copa Galícia amb l'Obradoiro CAB.